# Thymus transcaspicus
Thymus transcaspicus — вид рослин родини глухокропивові (Lamiaceae), поширений у пн.-сх. Ірані й пд. Туркменістані.

## Опис
Рослина розміром 4–10 см. Листки коротко черешкові, шкірясті, яйцюваті, на основі різко конічні, рідко коротко волосаті, залозисті. Суцвіття щільно головчасте; чашечка вузько дзвінчата; квіти рожеві, білі.

## Поширення
Поширений у пн.-сх. Ірані й пд. Туркменістані.